# Ścieżka dźwiękowa Grand Theft Auto: Liberty City Stories
Ścieżka dźwiękowa gry komputerowej Grand Theft Auto: Liberty City Stories, występuje ona w postaci różnych stacji radiowych, które gracz może dowolnie odsłuchiwać podczas prowadzenia pojazdu. Stacje radiowe nadają muzykę i informacje z Liberty City z około 1998 roku.

## Stacje radiowe

### LCFR
Programy w zależności od pory dnia:
- Heartland Values With Nurse Bob
- Nurse Bob – Chuck Montgomery
- Electron Zone
- Steve – Ptolemy Slocum
- Bill-Michael Urichek
- Breathing World
- Lee Chowder – Ashley Albert
- Crow – Gregg Martin
- Coq O Vin
- Richard Goblin – Mike Shapiro
- Chattbox
- Lazlow as himself

### HEAD RADIO
DJ: Michael Hunt
- Train – Conor & Jay
- The One For Me – Cloud Nineteen
- Take The Pain – Purser
- Free Yourself – L. Marie (feat. Raff)
- Drive – 15 Ways
- Welcome to the Real World – Rous Stow
- Keep Dreaming – Vanilla Smoothie

### LIPS 106
DJ: Cliff i Andee
- Funk in Time – Randy La Fontaine
- Love is the Feeling – Sawarr
- Mine Until Monday – Sunshine Shine
- Get Down – Credit Check
- Tonight – Coal Timers
- Bassmatic – Nina Barry
- Into Something (Come on, Get Down) – The Jackstars

### Double Cleff FM
DJ: Sergio Boccino (Robert Blumenfeld)
- Il Trovatore: Anvil Chorus – Giuseppe Verdi
- Il Trovatore: Tacea la notte placida – Giuseppe Verdi
- Nabucco: Chorus of the Hebrew Slaves – Giuseppe Verdi
- Così fan tutte: E amore un ladronell – Mozart
- Marriage of Figaro: Overture – Mozart
- I Paglicacci: Vesti la giubba – Ruggero Leoncavallo

### RISE FM
DJ: Boy Sanchez
- Sing it Back (Boris Musical Mix) – Moloko
- Free – Ultra Nate
- I Believe – Happy Clappers
- House Music – Eddie Amador
- Feel What You Want – Kristine W.
- Hideaway (Deep Dish Vocal Remix) – DeLacy
- Spin Spin Sugar (Armands Dark Garage Mix) – Sneaker Pimps
- Plastic Dreams – Jaydee
- Altered States – Ron Trent
- There Will Come A Day (Half Tab Dub) – The Absolute
- Positive Education – Slam
- Flash – Green Velvet
- Circus Bells (Hardfloor Remix) – Robert Armani
- Higher State of Consciousness – Wink

### Radio Del Mundo
DJ: Panja Gavaskar
- Raghupati – Amanda Shunkar
- Dum Maro Dum – Asha Bhosle
- Neeve Nanna (Only You Were Mine) – Vijaya Amand (S. P. Balasubrahmanyam)
- Kidda – Natacha Atlas
- Hebeena Hebeena – Farid El Atrache
- Aini Bet Ref – Abmed Mneimneh
- Im Nin Alu – Ofra Haza
- Ballaa Tsoubou Hul Kahwa – Samira Tawfic

### K-JAH
DJ: Natalee Walsh Davis (Pascale Armand)
- Pick A Sound – Selah Collins
- What A Wonderful Feeling – Errol Berrot
- Watch How The People Dancing – Kenny Knots
- Lean Boot – Richie Davis
- Ready For The Dancehall Tonight – Peter Rouncer
- You Ha Fe Cool – Richie Davis
- Ring My Number – Kenny Knots
- Run Come Call Me – Kenny Knots

### The Liberty Jam
DJ: DJ Clue
- All I Need – Method Man
- Shook Ones Pt. II – Mobb Deep
- Incarcerated Scarfaces – Raekwon
- N.O.R.E – Noreaga
- Shut Em Down (Remix) – Onyx (feat. Noreaga and Big Pun)
- Beware – Big Pun
- Twinz (Deep Cover 98) – Big Pun
- Get At Me Dog – DMX (feat. Sheek from The Lox)
- Ruff Ryders Anthem (Remix) – DMX (feat. DJ Clue, Jadakiss, Styles, Drag-on & Eve)
- Do What You Feel – Redman (feat. Method Man)
- Chain Gang Freestyle – The Lox & Black Rob
- Chest2chest Freestyle – The Lox

### MSX 98
DJ: MC Codebreaker i DJ Timecode
- Renegade Snares – Omni Trio
- Terrorist – Renegade
- Finest Illusion (Legal Mix) – Foul Play
- Living For The Future (FBD Project Remix) – Omni Trio
- Stay Calm (Foul Play Remix) – DJ Pulse
- Disturbance (Tango Remix) – Hyper-on Experience
- Cold Fresh Air – Higher Sense
- Living For The Future – Omni Trio
- Thru The Vibe (2 on 1 Remix) – Omni Trio
- The Helicopter Tune – Deep Blue
- Dred Bass – Dead Dred

### Flashback FM
DJ: Reni Wassulmaier
- Giorgio Moroder – First Hand Experience in Second Hand Love
- Giorgio Moroder – I Wanna Rock You
- Giorgio Moroder – E=MC2
- Giorgio Moroder – Chase
- Giorgio Moroder – I'm Left, You're Right, She's Gone
- Giorgio Moroder – From Here To Eternity